# Alfred Wallenstein
Alfred Wallenstein (* 7. Oktober 1898, nach anderen Angaben 7. Oktober 1901 in Chicago, Illinois; † 8. Februar 1983 in New York City) war ein US-amerikanischer Cellist und Dirigent.

## Leben und Wirken
Wallenstein wuchs in Los Angeles auf, wo er das Cellospiel erlernte. Als Fünfzehnjähriger trat er als „The Wonder Boy Cellist“ auf. Von 1917 bis 1918 war er Cellist beim San Francisco Symphony Orchestra unter Alfred Hertz. Von 1919 bis 1922 studierte er bei Julius Klengel in Leipzig. Bis 1929 war er erster Cellist des Chicago Symphony Orchestra, daneben unterrichtete er von 1927 bis 1929 am Chicago Musical College und spielte auch Rundfunkaufnahmen ein.
Von 1929 bis 1936 war er erster Cellist des New York Philharmonic Orchestra unter Arturo Toscanini, auf dessen Anregung er ab 1931 auch zu dirigieren begann. Er arbeitete für die Radiostation WOR, deren musikalischer Leiter er von 1935 bis 1945 war. Hier führte er unter anderem sämtliche Kantaten Johann Sebastian Bachs und alle sechsundzwanzig Klavierkonzerte Mozarts auf. 1942 wurde er für seine Pionierleistungen beim Rundfunk mit dem Peabody Award ausgezeichnet.
Von 1943 bis 1956 war er Chefdirigent des Los Angeles Philharmonic Orchestra. Mit diesem Orchester und mit dem Hollywood Bowl Orchestra führte er europäische Werke von Bachs Weihnachtsoratorium über Beethovens Missa solemnis bis zu Mahlers Zweiter Sinfonie auf, aber auch die großen Werke zeitgenössischer amerikanischer Komponisten wie Samuel Barber, Aaron Copland, Henry Cowell, Paul Creston, David Diamond, Morton Gould und Virgil Thomson.
Später wirkte Wallenstein als Gastdirigent bei Festivals und Orchestern in den USA und Europa. Er war auch ein gefragter Dirigent für Schallplattenaufnahmen namhafter Solisten. So spielte er mit dem Pianisten Artur Rubinstein Klavierkonzerte von Mozart, Chopin, Liszt, Grieg, Saint-Saëns und Szymanowski ein. Mit dem Geiger Jascha Heifetz entstanden unter anderem Aufnahmen der Violinkonzerte von J. S. Bach, Korngold und Castelnuovo-Tedesco. Von 1958 bis 1961 leitete er das Caramoor Festival, von 1962 bis 1964 betreute er ein Programm für angehende Dirigenten der Ford-Stiftung am Peabody Conservatory, von 1968 bis 1971 unterrichtete er an der Juilliard School of Music. Seinen letzten Auftritt als Dirigent hatte er einundachtzigjährig 1979 mit dem Orchester der Schule.